# Дом Чарльза Сэйпа
Дом Чарльза Сэйпа (англ. Seip House) — это историческое здание в западной города Чилликоти, штат Огайо, США. Построенный в 1895—1898 годах, он является одним из больших и величественных домов города того периода.

## История
Чарльз Сэйп родился в Германии в конце 1810-х годов. Он был мясником и после пересечения Атлантики Сэйп поселился в Чилликоти в Соединённых Штатах в 1845 году. Вскоре он начал управлять мясной лавкой на Аллен-авеню, женился и стал процветающим торговцем. По мере того как его бизнес рос, Сэйп расширил значительно свои владения и начал покупать фермы в окрестностях Чилликоти, чтобы поставлять больше животных для ведения своего бизнеса.
К 1890-м годам сын Сэйпа Джон уговорил отца построить большой дом на месте его первой мясной лавки. Строительство этого здания заняло четыре года, оно было начато в 1895 году и завершено в 1898 году. Двухэтажное здание, спроектированное Джоном Куком, представляет собой кирпичное здание, расположенное на фундаменте из песчаника. крыша дома, покрытая черепицей, представляет собой шатровую крышу, которая поднимается к центру дома.
На момент своей смерти в 1902 году Сэйп владел одним из самых прибыльных животноводческих комплексов в округе Росс. После этого дом был в собственности у разных владельцев. В 1955 году Департамент природных ресурсов Огайо приобрёл дом и переоборудовал его в офис для своей региональной штаб-квартиры. В знак признания исторической значимости здания и его архитектуры, дом был включен в Национальный реестр исторических мест в 1981 году.